# Religia na Tajwanie
Religia na Tajwanie – zgodnie z konstytucją Republiki Chińskiej oraz szeregiem innych ustaw na Tajwanie dopuszczalna jest wolność wyznania. W 2005 roku Ministerstwo Spraw Wewnętrznych na Tajwanie zarejestrowało oficjalnie 26 organizacji religijnych. Różnorodność religijna przyczyniła się do znacznego synkretyzmu między tradycjami. Do najpopularniejszych tradycji religijnych należą buddyzm i taoizm. Większość ludzi dodatkowo praktykuje elementy tradycyjnych religii ludowych, animizmu oraz szamanizmu. Według danych CIA z 2014 r. na Tajwanie w 2014 było 93% buddystów i taoistów, 4,5% chrześcijan oraz 2,5% przedstawicieli innych wyznań. Inne dane wskazują, że ok. 18,7% Tajwańczyków nie wyznaje żadnej religii (stan na koniec 2013 roku).
Najważniejszym pojęciem w kontekście wierzeń i wyznań na Tajwanie jest synkretyzm religijny. Mimo że zdecydowana większość mieszkańców deklaruje się jako osoby wierzące, niewiele jest tych praktykujących wyłącznie jedną, wybraną religię. Główną tego przyczyną jest fakt, że  statystycznie najpopularniejsze tam, przybyłe z kontynentalnych Chin taoizm i buddyzm zdążyły już wcześniej przejść metamorfozę, przenikając się wzajemnie, jednocześnie wchłaniając elementy filozofii konfucjańskiej. Istotną rolę odgrywają też na Tajwanie miejscowe wierzenia i kulty, na gruncie których wszystkie przybywające później, zostawały  zaaklimatyzowane. Choć rola tradycyjnych wierzeń malała, wciąż zauważalne są jednak różnice w wierzeniach na skali regionalnej. Życie religijne jest bardzo ściśle powiązane z codziennym - prywatnym, państwowym,  politycznym. Niektóre z tradycyjnych  świąt związanych z bóstwami, zostały ujednolicone przez rząd, i obchodzone są na skalę państwową.
Organizacje religijne prowadzą również szeroką działalność w ramach placówek medycznych, edukacyjnych czy o charakterze charytatywnym, biorąc tym samym czynny udział w życiu społecznym. Szacuje się, iż w grudniu 2000 r. grupy wyznaniowe prowadziły instytucje opieki zdrowotnej (51 szpitali, 62 kliniki, 29 domów opieki dla starców, 31 centrów dla chorych psychicznie, 9  ośrodków rehabilitacyjnych), placówki edukacyjne i opieki nad dziećmi (390 przedszkoli, 11 szkół podstawowych, 37 szkół średnich, 6 szkół wyższych, 15 uniwersytetów, oraz 18 domów dziecka i 37 żłobków); prowadziły też 166 biblioteki i 168 wydawnictwa.

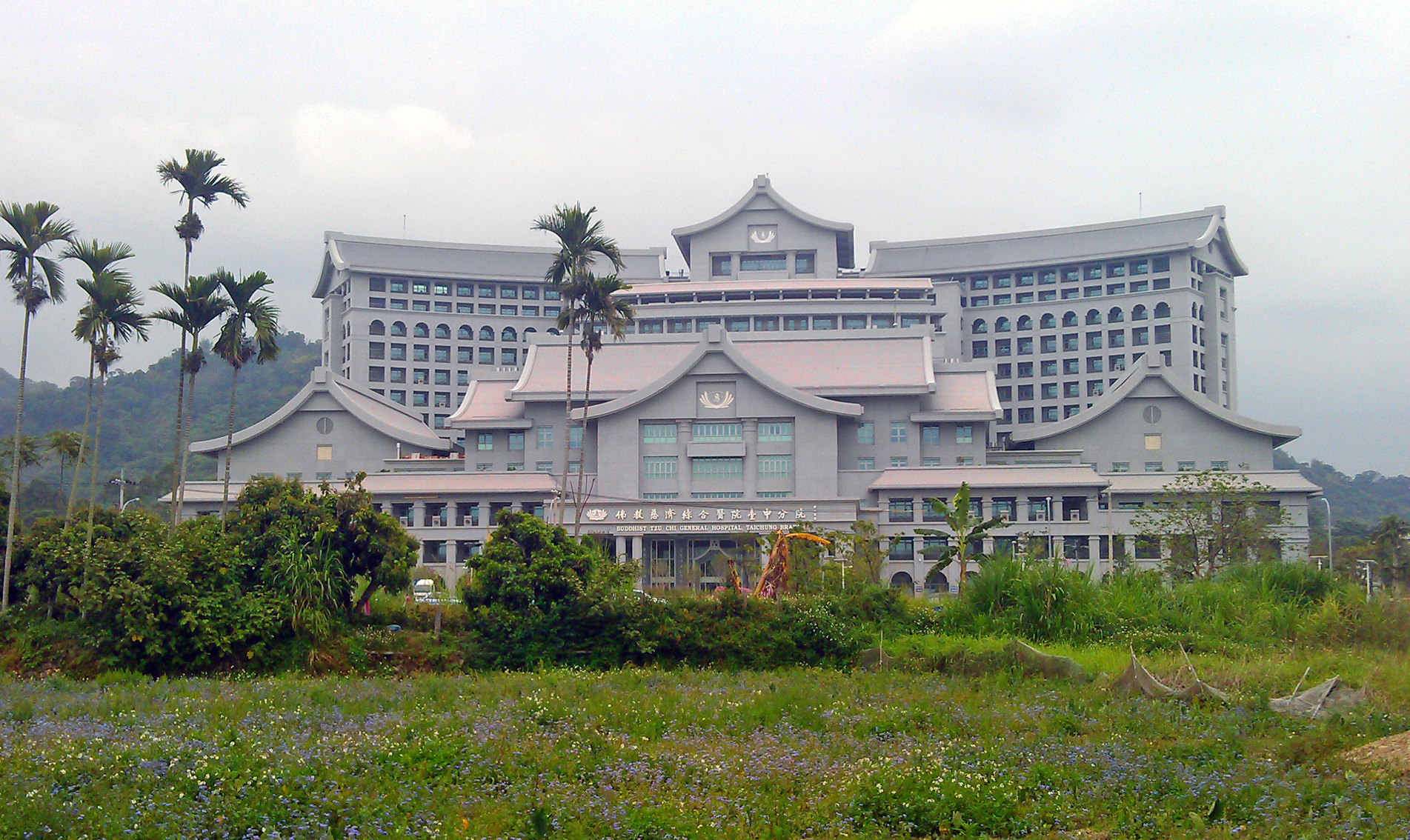
Szpital buddyjskiej fundacji Tzu Chi

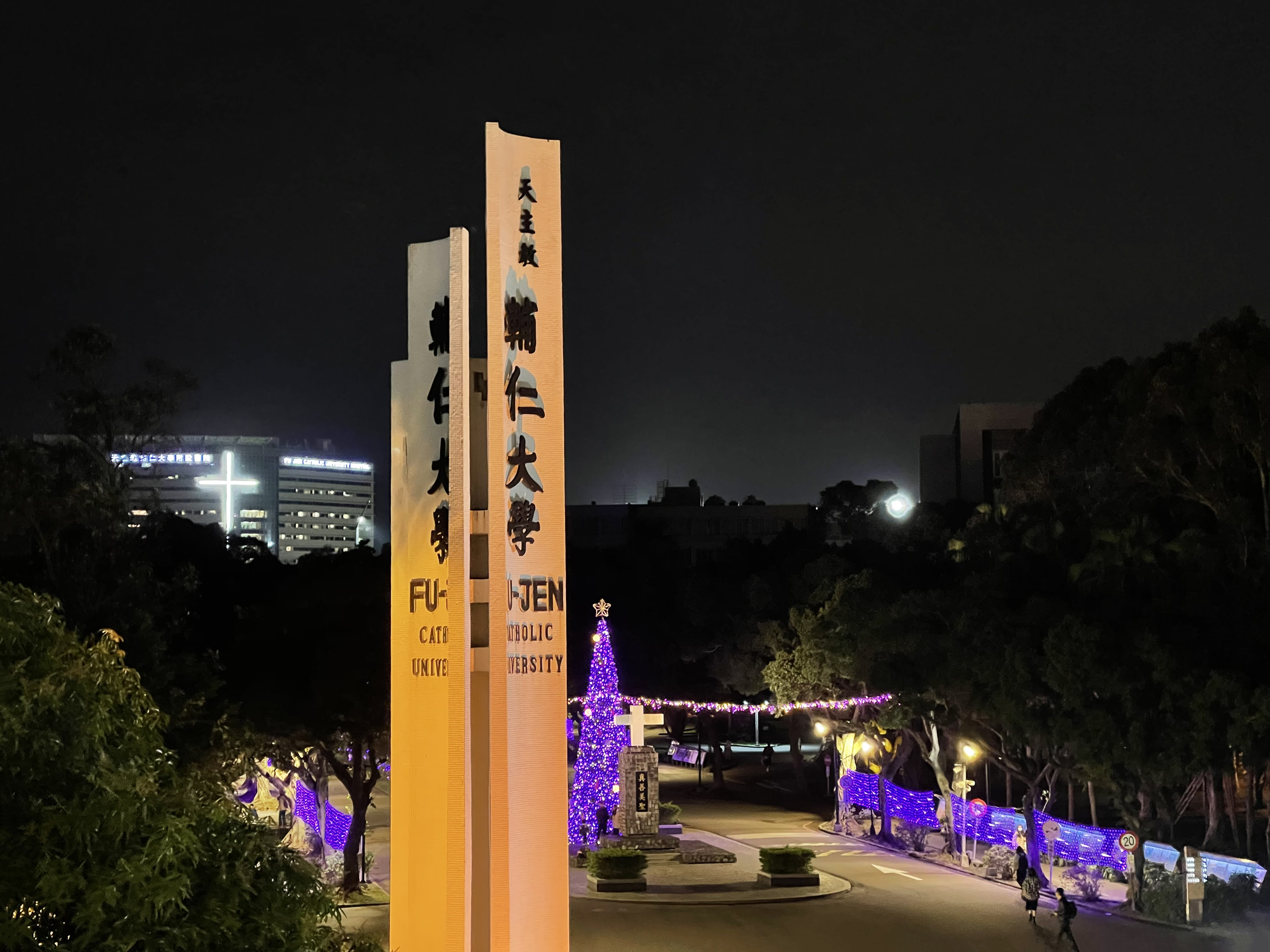
Katolicki Uniwersytet Fu Jen

## Historia

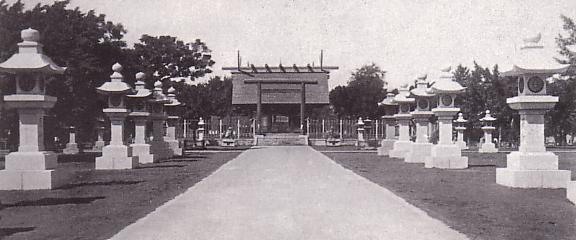
Nieistniejący chram shintō w Tainanie

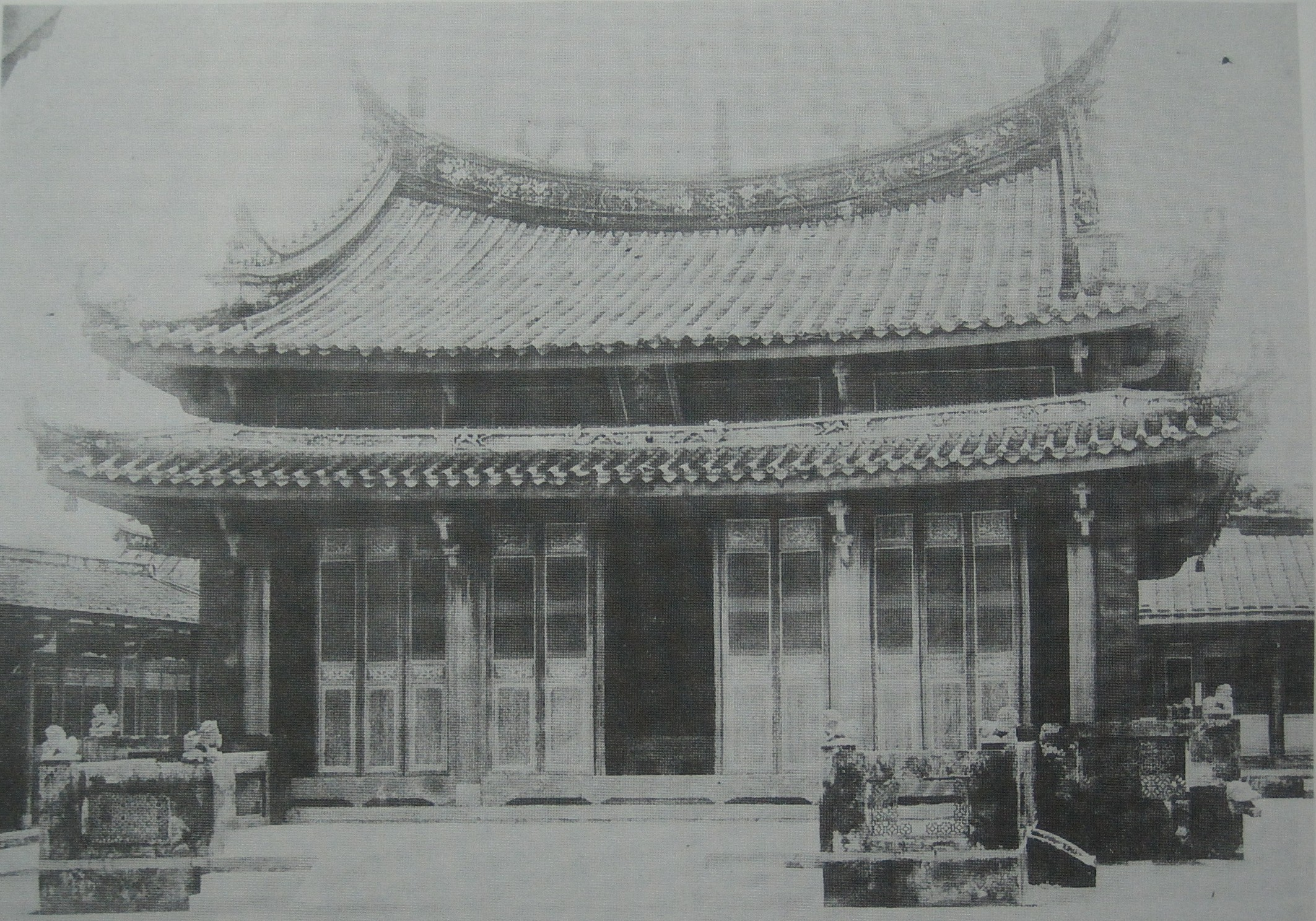
Świątynia konfucjańska w Tainanie, zdjęcie z 1933 roku

Od czasów archaicznych praktyki religijne ludów zamieszkujących Tajwan miały charakter politeistyczny. Wierzenia te opierały się głównie na ideach związanych z siłami natury, animizmem i szamanizmem. W 1624 roku na wyspie założyli kolonię Holendrzy, którzy sprowadzili znaczną liczbę chińskich robotników, farmerów, rybaków oraz rzemieślników (głównie z prowincji Fujian). Chińscy osadnicy przywieźli ze sobą buddyzm, taoizm, moralne idee konfucjanizmu oraz tradycyjne wierzenia ludowe. Niektóre praktyki skupiały się wokół tradycji wyniesionych z rodzinnego miasta, kultów rodowych, kontrolowanych przez gildie rzemieślnicze w świątyniach. W XVII wieku wraz z Hiszpanami pojawili się chrześcijańscy misjonarze z zakonu dominikanów, którzy starali się nawrócić ludy aborygeńskie głównie z północnych terenów.
Wielu mnichów buddyjskich przybyło na Tajwan wraz ze zwolennikami dynastii Ming (1368-1644). Polityka dynastii Qing (1644-1911) zakazywała sprowadzania osadnikom rodzin z Chin, w efekcie świątynie przejęły rolę ośrodków zrzeszających lokalną społeczność. Pełniły funkcję kulturalną (przedstawienia operowe, festiwale) oraz polityczną. Przykładem tego była świątynia Longshan w Tajpej.
W okresie 1937–1945 japoński rząd wcielił w praktykę akulturację ludności tajwańskiej, w szczególności chińskiego pochodzenia. Prócz zakazu posługiwania się językiem chińskim, nakazano likwidację wszelkich ołtarzy przodków w domostwach i zastąpienia ich ołtarzami shintoistycznymi (kamidana) oraz buddyjskimi (butsudan). W 1937 roku rząd nakazał usunięcie wróżbitów oraz geomantów ze świątyń taoistycznych. Ponieważ taoizm wiązano z chińskim patriotyzmem, dokonywano masowego niszczenia świątyń i innych działań, które nazywano „wysyłaniem bogów do nieba”. W efekcie w latach od 1937 do 1942 roku liczba świątyń zmniejszyła się z 3403 do 2327, w tym kaplic tradycyjnego kultu przodków z 5345 do 4017. Rytuały tradycji chińskich zaczęły mieszać się z buddyjskimi, co było widoczne w koegzystencji wizerunków bóstw obydwóch panteonów w świątyniach i kaplicach.
W okresie powojennym (między latami 50., a 60. XX wieku) można mówić o pewnym kryzysie religii, a nawet moralności. Wielu ludzi straciło wiarę i odwróciło się od bóstw na skutek plag, katastrof i nieszczęść. Z czasem na skutek modernizacji i zakończenia okupacji japońskiej wiele świątyń stało się miejscami pielgrzymek, nie tylko buddyjskich wyznawców lecz także taoistycznych. Szczególnie te wybudowane w pierwszym dwudziestoleciu XX wieku zostały zaprojektowane specjalnie jako obiekty pielgrzymkowe (np. świątynia Zhinan Gong).
Od kilkudziesięciu lat można zaobserwować imponujący wzrost ilości świątyń i projektów z nimi związanych. W 2001 roku otwarto dla zwiedzających Muzeum Religii Świata, zainicjowanego przez mniszki z jednego z buddyjskich klasztorów. Wiele ze świątyń przeniesiono i przebudowano na nieraz dziesięciokrotnie większe obiekty niż w oryginalnej formie. Jako przykład może posłużyć świątynia Shengshou Gong przeniesiona z Taizhongu na północno-wschodnie wzgórza miasta. Do największych kompleksów świątynnych należą: świątynia Mazu w Lu’ermen blisko Tainanu, kulturalno klasztorny kompleks Foguang Shan (Góra Światła Buddy) oraz ogromny kompleks świątynny Kaitai Gong na obrzeżach Taizhongu.
Każdego dnia ośrodki religijne przyciągają ogromne ilości wiernych i turystów. Świątynie prześcigają się nawzajem w dekoracyjności pod względem zewnętrznego wyglądu budynków jak i imponujących wnętrz, ale także widowiskowych rytuałów i procesji. W efekcie turystyka pielgrzymkowa na Tajwanie stała się dochodowym interesem. Kompleksy świątynne oferują podobne atrakcje jak hotele, zapewniając często darmowe zakwaterowanie i posiłki. Nie znaczy to jednak, iż praktyki religijne na Tajwanie mają charakter wyłącznie pokazowy i służą rozrywce. Wierni biorą udział w indywidualnych aktach wiary – modlitwie i medytacji w skupieniu.

## Religie

### Taoizmi chińskie tradycyjne religie ludowe
U podstaw religijnych tradycji, na których gruncie rozwijały się kolejne filozofie, stoją tradycyjne wierzenia animistyczne: kult zmarłych duchów (przede wszystkim zmarłych przodków, ale także wybitnych osób, oraz tzw. demonów – osób zmarłych bezpotomnie, lub śmiercią „złą”, jak egzekucja czy samobójstwo), kult przyrody (bóstw ziemskich, astralnych i bóstw przedmiotów), kult przedmiotów (nadal popularny np. kult drzew – przede wszystkim wśród przyszłych rodziców), oraz magia i tabu (aby okiełznać siły przyrody).
Autorem myśli taoistycznej był Laozi, żyjący w VI w. p.n.e. Do najważniejszych postulatów jego filozofii należała: wolność, harmonia yin i yang, spontaniczność (wu wei- niedziałanie), indywidualność oraz rozwijanie mistycznych mocy. Obok taoistycznych rytuałów czczone są bóstwa chińskich religii ludowych do których zaliczają się różni ludowi bohaterowie, sławni generałowie i mędrcy. Taoistyczna filozofia oraz jej mistyczne elementy zostały skodyfikowane między VII a X wiekiem. Filozofia Laozi trafiła na Tajwan w XVII wieku. Począwszy od tego momentu współistnieje razem z tradycyjnymi chińskimi religiami ludowymi. W okresie okupacji japońskiej (1895-1945) wszelkie formy taoistycznych praktyk, ze względu na powiązanie z chińskim patriotyzmem były prześladowane. Spalono ogromną ilość świątyń i kaplic. Z tej przyczyny wiele świątyń zaczęło funkcjonować jako buddyjskie, oddając cześć buddom i bodhisattwom oraz odprawiając stosowne rytuały. Dopiero po 1945 roku dotarły na Tajwan niezależne taoistyczne sekty oraz znaczna ilość taoistycznych duchownych z Chin. W przeszłości kładziono ogromny nacisk na budowanie imponujących świątyń i organizowania częstych festiwali. Obecnie taoiści skupiają się na dotarciu do wiernych za pomocą środków masowego przekazu oraz prowadzą regularną korespondencję i współpracę z innymi zagranicznymi taoistycznymi stowarzyszeniami.
Większość taoistycznych rytuałów odprawianych jest przed domowymi ołtarzami, ludowymi kaplicami, lub jako część egzorcyzmów i pogrzebów wewnątrz domostw. Według statystyk podanych przez rząd w 1994 roku 34% tajwańskiej ludności określiło siebie jako taoistów, w tym 31,950 taoistycznych duchownych.

#### Kult duchów

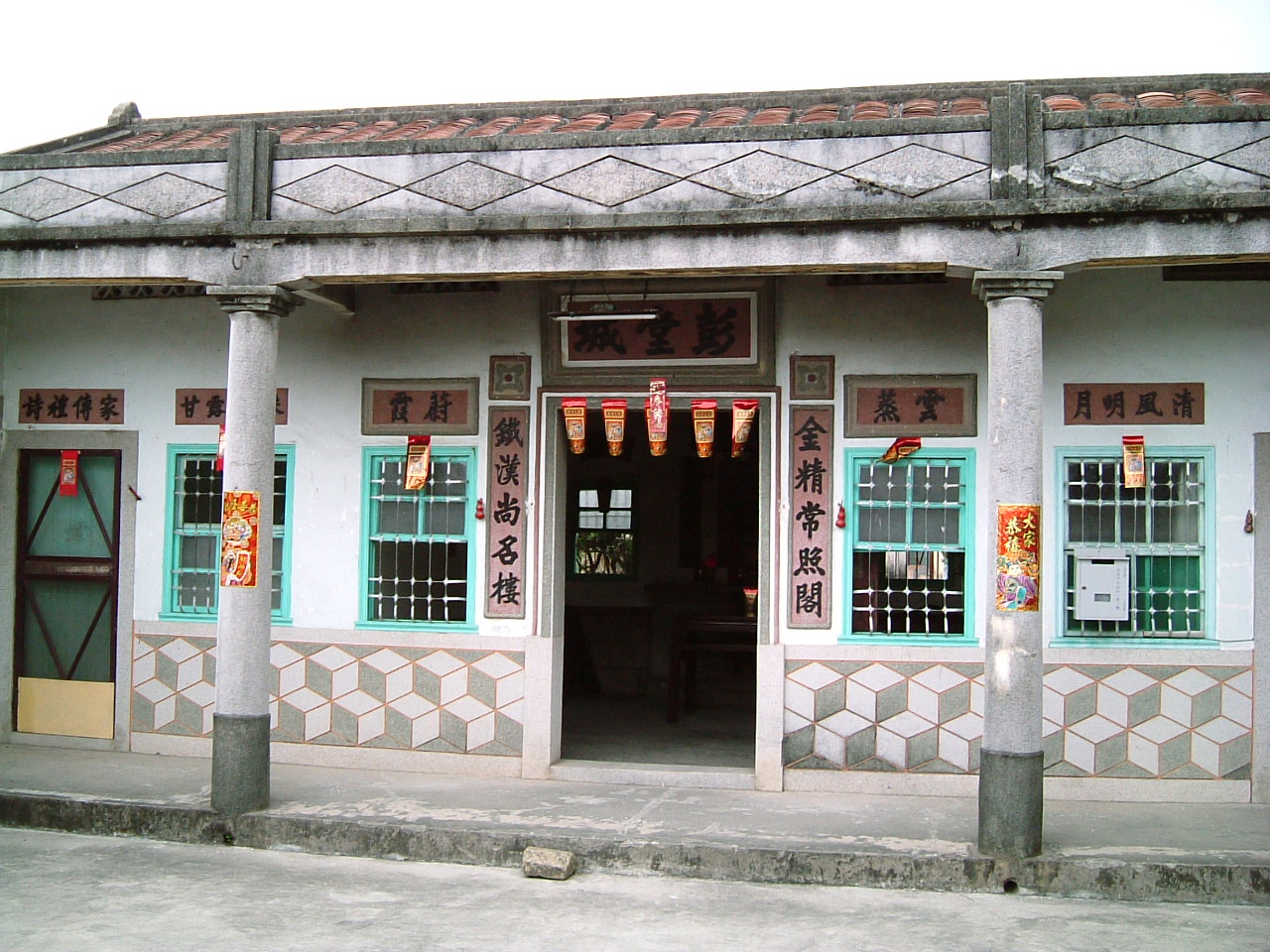
Świątynia przodków w powiecie Pingdong

Tajwańczycy wciąż zachowują silną wiarę w duchy oraz w konieczność składania im ofiar, co robi się zarówno w stosunku do  duchów swoich zmarłych przodków, ale także duchów złych, wspomnianych wcześniej demonów, aby uchronić się przed złym losem.  Nie ogranicza się rytuałów wyłącznie do świątyń czy specjalnie przeznaczonych do tego miejsc, ale te drobne, symboliczne – palenie ofiarnych banknotów czy pozostawianie strawy dla zmarłych dusz - odbywają się nieraz przy drogach czy przed domami. U wlotów uliczek można zobaczyć kamienie z napisem „Shigandang”, czyli „Kamień, [który] śmie zastąpić drogę”, mające służyć jako przeszkody dla demonów -  ze względu na tradycyjne wierzenie, jakoby duchy nie potrafiły skręcać.

#### Kult bóstw

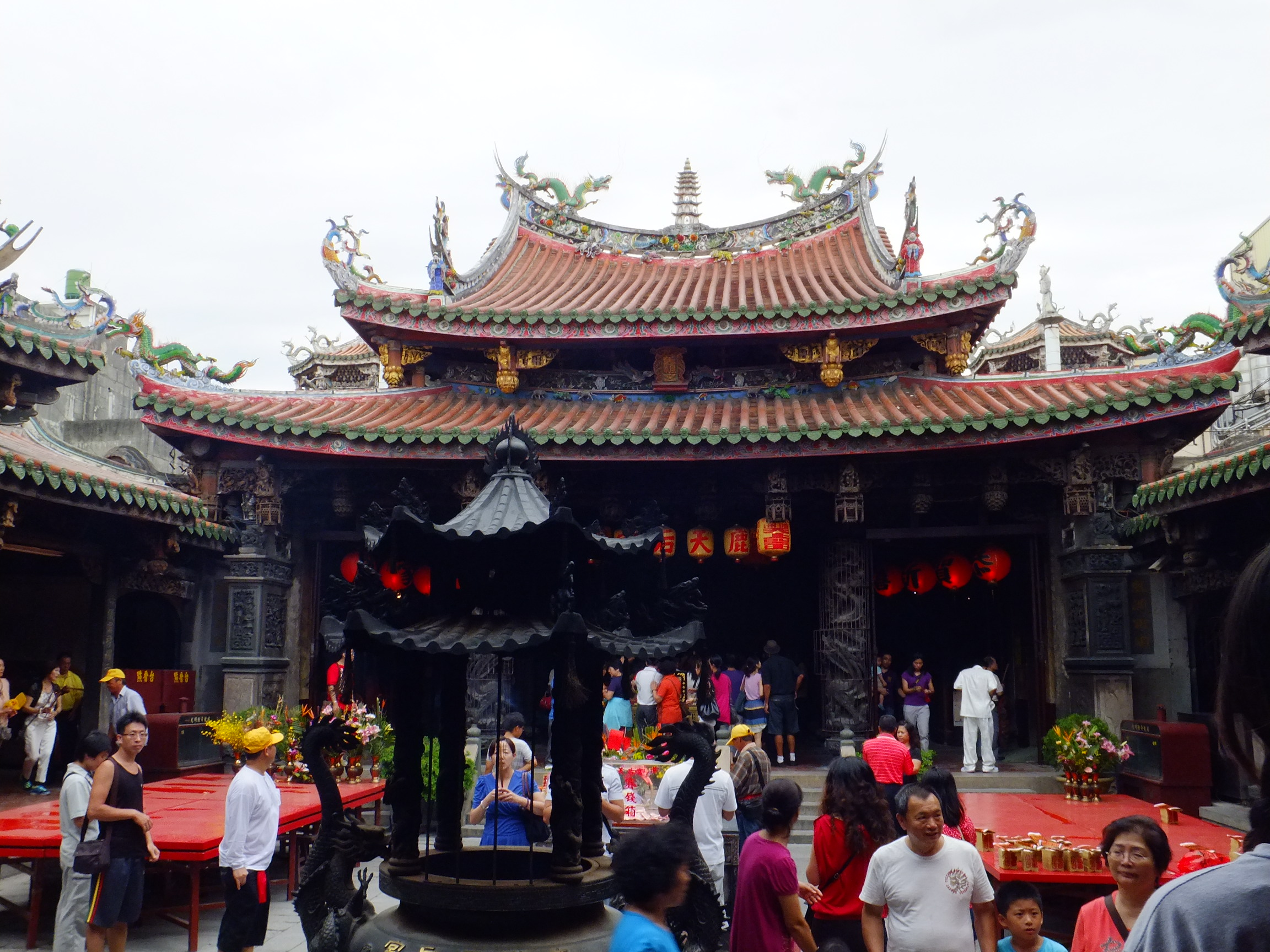
Świątynia Mazu w Lugangu

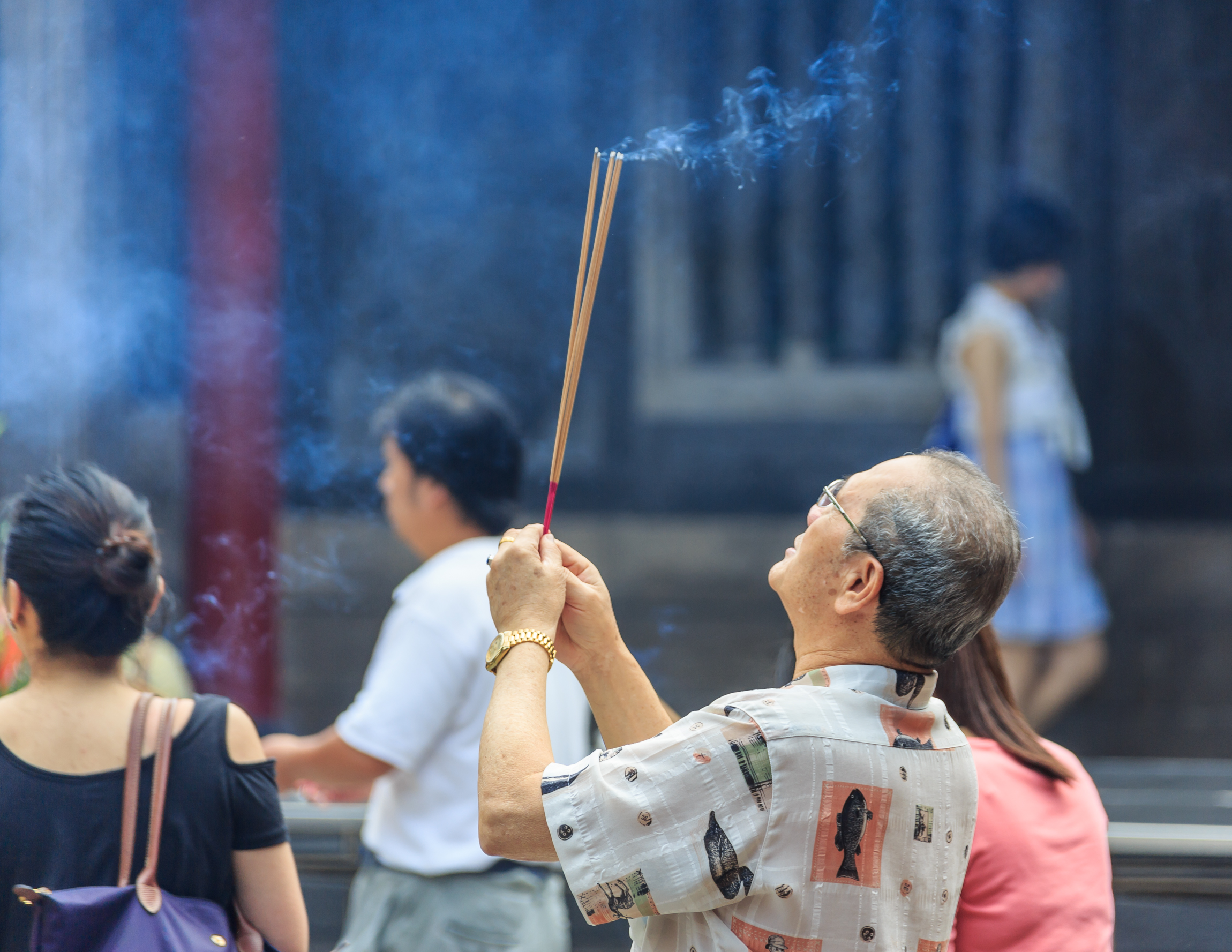
Wierni w świątyni Longshan, Tajpej

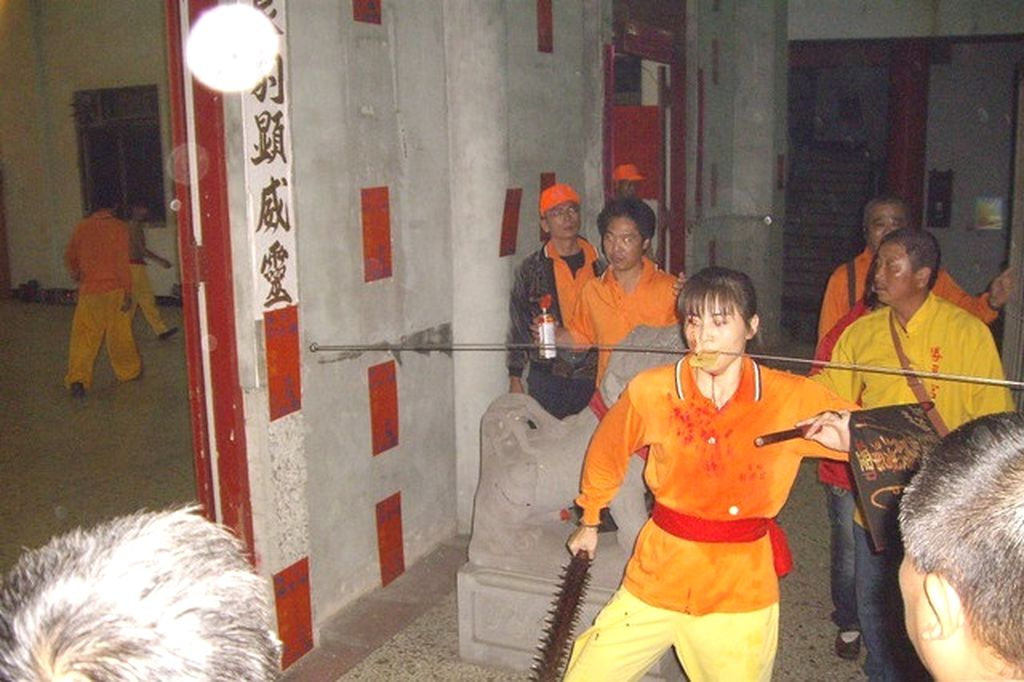
Medium w czasie obrzędów

Do najważniejszych bóstw związanych religią ludową należy Mazu (znana również jako Tianshang Shengmu lub Tianhou). Początki jej kultu datowane są na 960 r. n.e. Pierwsze przedstawienia tej bogini przyjechały z chińskimi imigrantami głównie z prowincji Fujian. Nazywana czasami „Królową Nieba” jest patronką rybaków, ale nie tylko. Według podań poskromiła demony, które stały się jej sługami. Najczęściej przedstawiana jest jako kobieta o pulchnej twarzy, częściowo zasłoniętej przez czarne paciorki. W świątyniach jej poświęconych często znajdują się posągi bóstw towarzyszących: Shunfeng Er ("uszy, które słyszą wiatr") oraz Qianli Yan ("oczy, które widzą na tysiąc mil"). Kult Mazu jest silnie związany z tajwańską tożsamością. Co roku odbywają się festiwale i procesje z nią związane. Miasta Daijia i Beigang organizują wielkie wydarzenia ku jej czci, które przyciągają od 4 do 5 milionów pielgrzymów. Na samym Tajwanie znajduje się ponad 300 świątyń jej poświęconych.

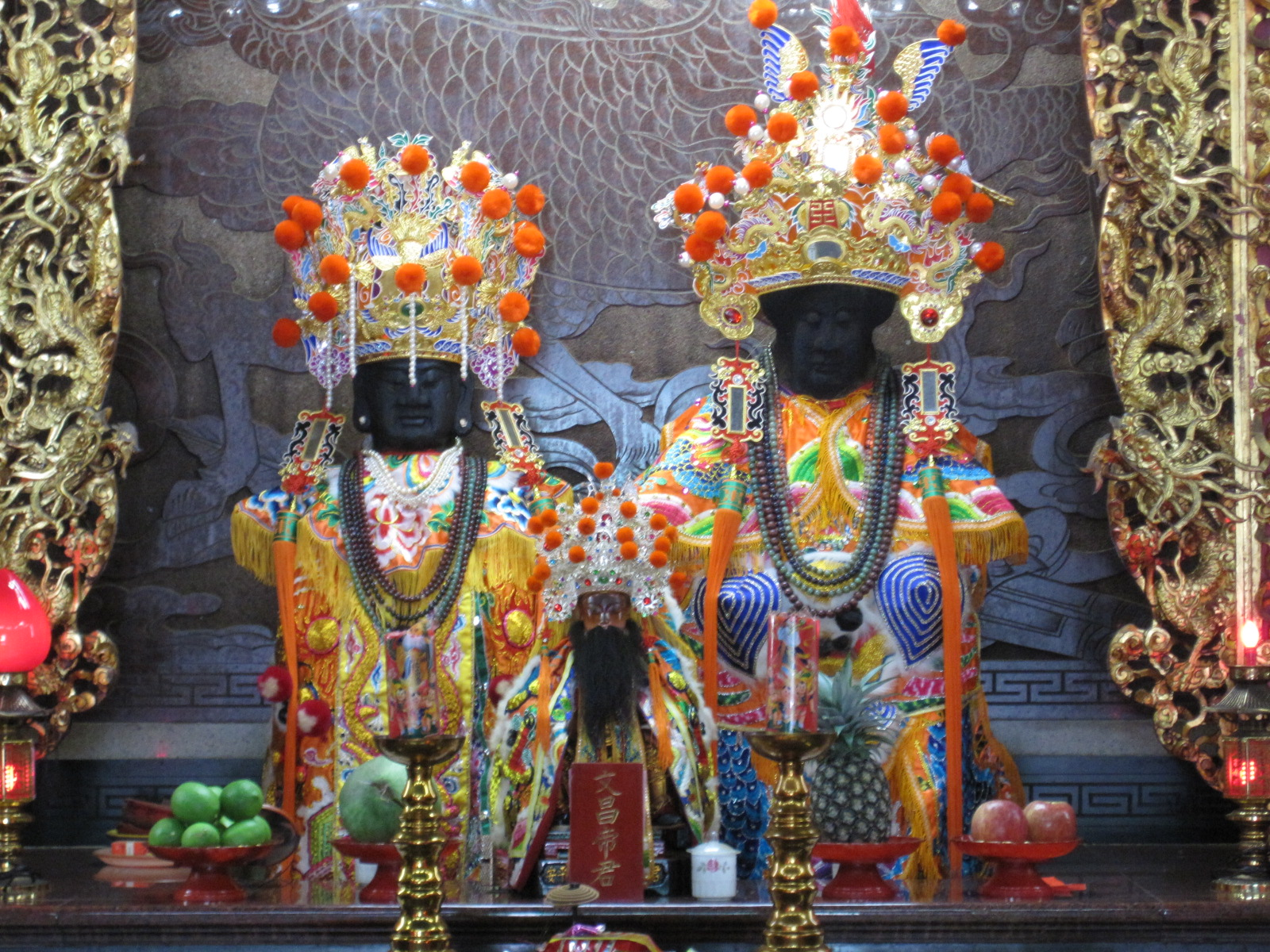
Posągi w świątyni Mazu w Anpingu

Równie popularnym kultem objęte są bóstwa Wang Ye (Królewscy Lordowie). Początki ich kultu datowane są na epokę dyn. Han (206 r. p.n.e.-220 r. n.e.). Wang Ye dotarły na Tajwan wraz Zhengi Chenggongiem (Koxingą) (1624-1662), a ich kult jest znacznie silniejszy na Tajwanie niż w Chinach. Do panteonu należy około 360 legendarnych bóstw: boskich mędrców, bohaterów mitycznych i historycznych np. generał Zhang Xun żyjący w okresie dynastii Tang, oraz muzykantów. Popularność tego kultu, wiązana jest wiarą, iż bóstwa te chronią przed chorobami, zarazami i nieszczęściem. Najważniejszym bóstwem jest Marszałek Wen (Wen Yuanshuai) określany również Lojalnym i broniącym Królem (Zhong Jing Wang), oraz Panem Chi (Chi Wangye). W tekstach hagiograficznych Marszałek Wen pojawia się pod postacią uczonego lub wojownika, który pokonuje demony odpowiedzialne za choroby. Na samej wyspie znajduje się ponad 1200 świątyń mu poświęconych. Co roku miliony pielgrzymów przybywają na festiwal ofiarowania łodzi i „Powitania Królewskich Panów”. W tym celu budowane są łodzie, do których wkładane są wizerunki symbolizujące „złapane” choroby. Okręty te, są palone lub wypuszczane na szerokie wody. W XVII -XVIII wieku festiwale odbywały się regularnie. Japońska okupacja przyczyniła się do nieznacznego zmniejszenia ilości świątyń i wyznawców tego kultu. W latach 50. XX wieku liczba świątyń zaczęła wzrastać. Obecnie Pan Chi jest jednym z najpopularniejszych bóstw czczonych na Tajwanie. Od lat 90. XX wieku zarejestrowano 700 świątyń, wśród których w 131 (w tym w 43 w Tainanie) Pan Chi jest czczony jako główne bóstwo. Do najważniejszych sanktuariów należy Pałac Wschodniego Dobrobytu ulokowany w mieście Donggang (Wschodnie Niebo) w powiecie Pingdong. Świątynia ta jest prawdopodobnie największym i najstarszym obiektem sakralnym związanym z kultem Królewskich Panów. Od lat 60. XX wieku do 90. trwały prace rozbudowujące świątynie. W tym ogromnym kompleksie świątynnym czczony jest nie tylko Pan Chi, ale inne bóstwa związane z tradycyjną religią ludową jak Nefrytowy Cesarz w tym także Mazu. Innymi ważnymi świątyniami są Daitan Fu (Hala Królewskich Panów, którzy reprezentują niebo) w Madou, Nankunshen w Tainanie, Zhen’an gong w Mamingshan.
Do innych popularnych bóstw zalicza się Guang Gong inaczej zwany Guan Yu. Był generałem żyjącym w czasach panowania dynastii Han (206 r. p.n.e.-220 r. n.e.). Przedstawiany jest jako wojownik o czerwonej twarzy dzierżący guandao broń podobna do halabardy. Kolejnym ważnym bóstwem taoistycznym jest Nefrytowy Cesarz. Nie jest tak popularny jak Guan Gong, czy Mazu. Przeważnie siedzi na tronie, odziany w cesarskie szaty i nefrytową koronę. Przed piersią trzyma nefrytową tablicę, która jest symbolem władzy. Święto powiązane z jego narodzinami odbywa się dziewięć dni po chińskim nowym roku. Wielu Tajwańczyków oddaje też cześć Żółtemu Cesarzowi.
Na Tajwanie można spotkać niewielkie kapliczki poświęcone bóstwom ziemi. Przeważnie przyodziane są w szaty i czapki mandarynów. Do najczęściej spotykanych atrybutów należą kij lub sztabka złota jako symbol dobrobytu. Z kolei w miastach znajdują się bóstwa miejskie czczone przez lokalnych urzędników. Przedstawienia bóstw ziemi i miast znajdują się również w większych świątyniach. Ich moc ograniczona jest do terenów w których usytuowane są ich kaplice.

### Buddyzm
Buddyzm dotarł na Tajwan w 1624 roku wraz z chińskimi osadnikami sprowadzonymi przez Holendrów. Pierwsi mnisi nie posiadali odpowiedniego wyświęcenia, a ich rola polegała na doglądaniu świątyń i uczestnictwie w obrzędach pogrzebowych. W okresie przypadającym na kolonię holenderską (1624-1683) buddyzm nie posiadał większego znaczenia, gdyż Holendrzy tolerowali tylko praktyki chrześcijańskie. Dopiero po upadku dynastii Ming (1368-1644) napływ większej ilości chińskiej ludności wraz z Zheng Chenggongiem (znany też jako „Koxinga”) przyczynił się do napływu mnichów z kontynentu. Sytuacja buddyzmu zależała głównie od relacji z rządem. Wiele świątyń powstało na terenach ofiarowanych przez darczyńców głównie intelektualistów i urzędników państwowych. Najwięcej świątyń w tym okresie powstało w ówczesnej stolicy Tainanie. W kolejnych latach po objęciu władzy przez dynastię Qing (1644-1911) w 1683 roku powstały kolejno:  świątynia Fahua w Tainanie (z halą frontową, dzwonem, wieżami bębnów,) oraz w 1692 roku świątynia Haihui.
W okresie okupacji japońskiej dzięki poparciu władz buddyzm łatwo zdobywał nowych wyznawców. Istniały jednak wyraźne różnice między buddyzmem chińskim, a japońskim. Japońscy mnisi jedli mięso i pili alkohol. Często byli żonaci, w przeciwieństwie do chińskich mnichów. Dlatego też przedstawiciele buddyzmu chińskiego, pomimo współpracy z urzędnikami japońskimi, starali się chronić tradycyjny model chińskich praktyk przed japońskim wpływem. W ciągu kolejnych dekad na Tajwanie utrzymała się dominacja dwóch głównych tradycji: chińskiego buddyzmu chan (w Japonii pod nazwą Zen) oraz tradycji Czystej Krainy związanej z buddą Amitabhą, Księciem Zachodniego Raju. W latach 80. i 90. XX wieku popularność buddyzmu znacznie wzrosła. Od początku XX wieku powstało wiele stowarzyszeń buddyjskich takich jak: Chińskie Stowarzyszenie Buddyzmu (The Chinese Buddhist Association), Buddyjskie Stowarzyszenie Patriotyczne (Aiguo Fojiao Hui), Buddyjski Związek Młodzieży na Tajwanie (Taiwan Fojiao Qingnian Hui) i Tajwańscy Przyjaciele Buddyjskiej Drogi (Taiwan Fojiao Daoyou Hui). Z czasem z inicjatywy najważniejszych przedstawicieli buddyzmu tajwańskiego i Zhaijiao powstało Buddyjskie Stowarzyszenie Oceanii (chiń. Nan Ying Fojiao Hui, jap. Nan’e Bukkyôkai, ang. The South Seas Buddhist Association). W latach 90. XX wieku wrosła popularność buddyzmu tantrycznego. W 1997 roku XIV Dalajlama, patriarcha buddyzmu tybetańskiego, odwiedził Tajwan.

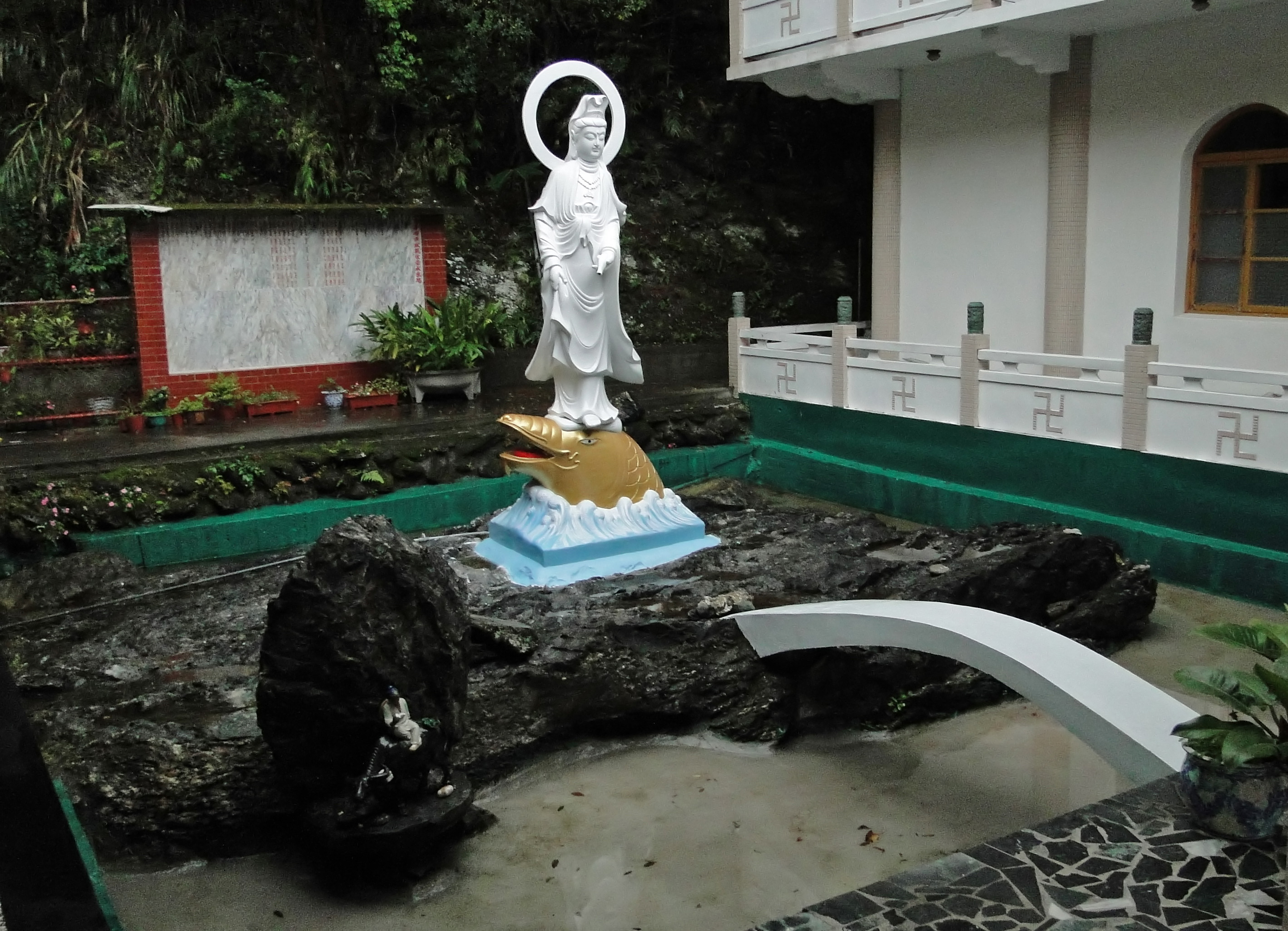
Posąg boddhisatwy w świątyni Xiangde

Do najpopularniejszych bóstw buddyjskich na Tajwanie należy żeński bodhisattwa współczucia Guanyin (znana również pod imienniem Maoshan). Od XVII wieku Guanyin, była czczona również jako męski bodhisattwa przez wyznawców sekty Zhaijiao. W sektach Ciji i Zhengyan, jest uważana jest za najwyższe bóstwo. W 1738 roku ludność pochodzącą z prowincji Fujian: Jinjiangu, Nan’anu oraz Hui’anu wybudowała w Tajpej świątynię Longshan (Smocza Góra). Pierwowzór świątyni znajdował się w prefekturze Quanzhou. Każda rodzina pochodząca z danego terenu miała swoje bóstwo patronujące. Przykładem była Mazu z Zhangzhou oraz Xing Fu Wangye z Quanzhou. Należy ona do najstarszych miejsc kultu tego bodhisattwy na Tajwanie. Około 1943 roku funkcjonowało 304 świątyń, w których niekiedy czczono Guanyin. W 2006 roku 35% ludności Tajwanu określiło siebie jako buddystów. Jest to dominująca grupa religijna na wyspie.

#### Zhaijiao
Zhaijiao to buddyjska sekta o charakterze millenarystycznym, która rozpoczęła swoją działalność na Tajwanie w XVII wieku za czasów panowania dynastii Qing (1644-1911). Najwyższym bóstwem czczonym przez jej wyznawców jest Nienarodzona Czcigodna Matka (Wusheng Laomu), która jest przedstawiana symboliczne pod postacią lampy na środku ołtarza. Praktyka wyznawców Zhaijiao jest silnie osadzona na nakazie wegetarianizmu. Zakaz spożywania obejmuje nie tylko mięso, ale również tzw. "ostre korzenie" (czosnek, cebulę, por i szalotkę). Charakter tego kultu jest całkowicie świecki, funkcjonuje poza patriarchalną organizacją buddyzmu. Zasadniczo Zhaijiao dzieli się na trzy główne sekty: Longhua (Smoczy Kwiat), Jinchuang (Złoty Proporzec) oraz Xiantian (Przed Niebem).

### Konfucjanizm

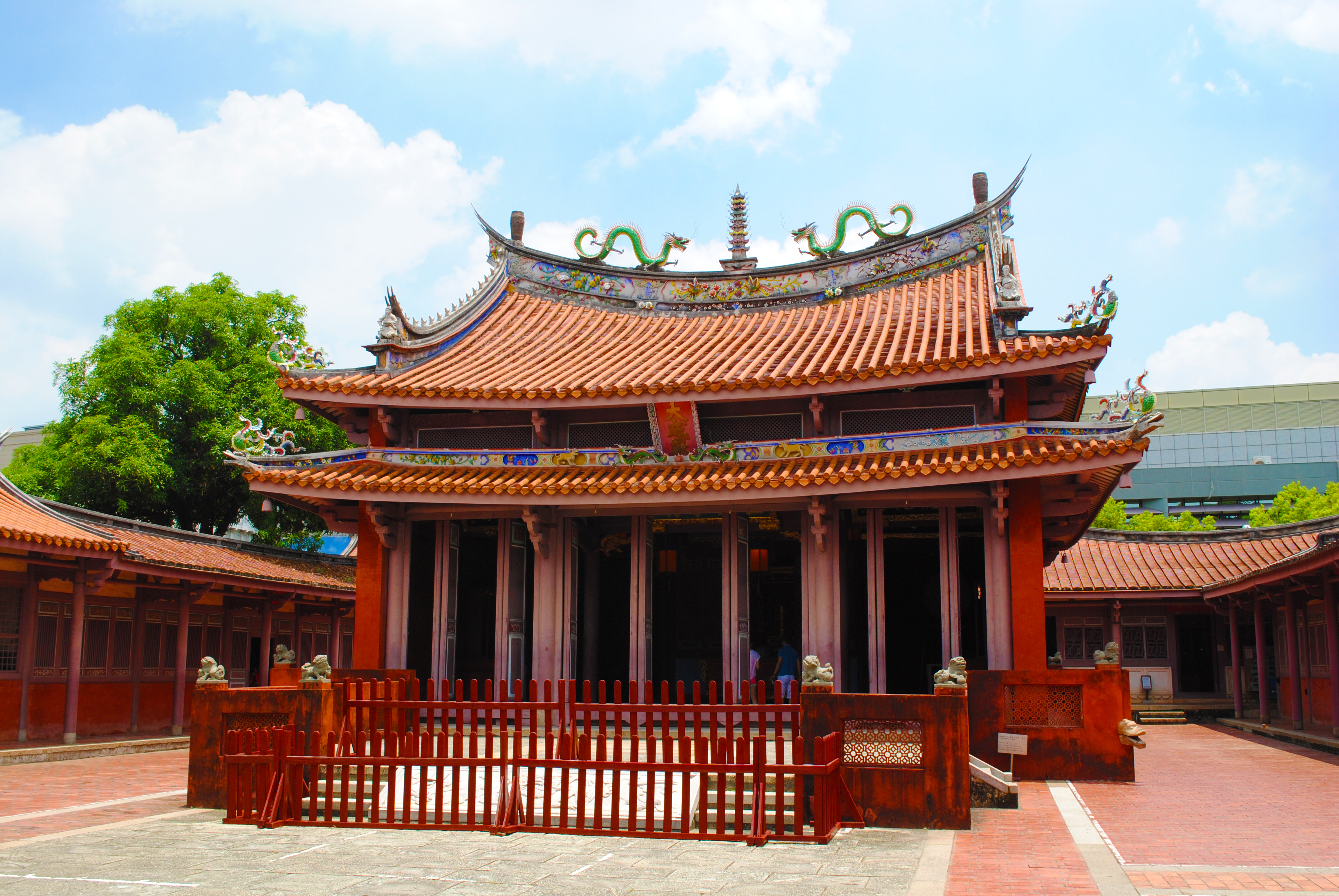
Świątynia konfucjańska w Tainanie

Idee konfucjańskie przybyły na Tajwan wraz z chińskimi osadnikami. Do najważniejszych wartości wyłożonych przez Konfucjusza (551-479 r. p.n.e.) należała konieczność utrzymywania przez człowieka harmonijnych i hierarchicznych relacji z bóstwami, przodkami i społeczeństwem. Podkreślał również znaczenie szacunku do władzy i rodziny. Za czasów panowania dynastii Qing (1644-1911) konfucjanizm odegrał znaczącą rolę w procesie edukacji aborygenów. Miał zaznajomić rdzenną ludność z wartościami praw obywatelskich, oraz zachęcić do płacenia podatków.
W 1976 roku zakończyła się budowa dwóch konfucjańskich świątyń w Taizhongu i Kaohsiungu. Stały się one ośrodkami propagującymi lokalną kulturę oraz przyczyniły się do ożywienia kultury narodowej. Począwszy od 1952 roku co roku 28 września odbywa się narodowe święto „Dzień Nauczyciela”, który przypada na urodziny Konfucjusza. Świątynie poświęcone Konfucjuszowi charakteryzują się stonowaną i znacznie spokojniejszą kolorystyką, niż świątynie taoistyczne lub buddyjskie. Usytuowane są z daleka od zgiełku w sąsiedztwie uniwersytetów i szkół lub w miejscach związanych z akademicką działalnością. Najważniejsze świątynie to: świątynia Konfucjusza w Tainanie wybudowana w 1666 roku oraz świątynia Konfucjusza w Tajpej.

### Chrześcijaństwo
W 2012 roku przynależność do religii chrześcijańskiej deklarowało 3,9% ludności Tajwanu.

#### Protestantyzm

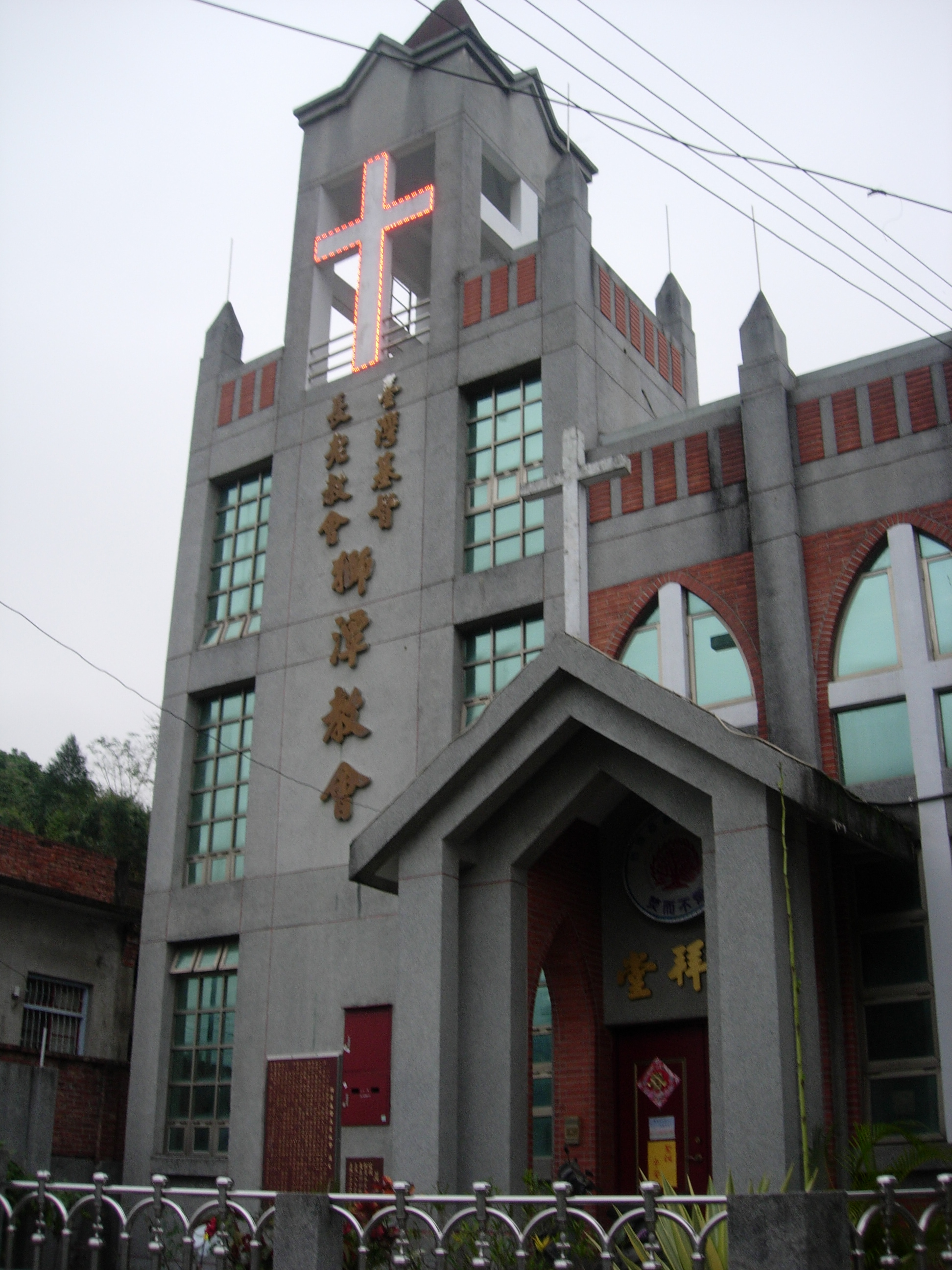
Kościół prezbiteriański w Shitan

Chrześcijaństwo dotarło na Tajwan w 1624 roku wraz z Georgiusem Candidusem z Holenderskiego Kościoła Reformowanego. Na skutek działań kolejnych misjonarzy około 6000 aborygenów przeszło na protestantyzm. W 1661 roku przybył mingowski lojalista Zheng Chengong (Koxinga), który przepędził Holendrów. Po tym wydarzeniu kontakt ludności Tajwanu z chrześcijaństwem został przerwany na okres 100 lat.
Angielskie i kanadyjskie misje protestanckie na Tajwanie powstały w latach 60. XIX wieku. Angielscy misjonarze działali na terenach północnych obejmujących tereny Danshui i Mengjia (dzisiejsze Wanhua). W 1864 przybył dr James Laidlaw Maxwell z angielskiej misji prezbiteriańskiej, a po nim w 1872 roku George Leslie Mackay, przedstawiciel kanadyjskiego kościoła prezbiteriańskiego. Przed przybyciem na wyspę Japończyków w 1895 roku istniało 97 protestanckich kościołów. W kolejnych latach Japończycy zwiększyli kontrolę kościołów i zakazali prowadzenia misji wśród aborygenów. W okresie japońskiej okupacji prezbiteriańscy księża cieszyli szacunkiem i poważaniem szczególnie wśród japońskich polityków. Odgrywali często rolę mediatorów między mieszkańcami a japońskimi urzędnikami. Po odejściu Japończyków istniało około 238 protestanckich kościołów i 60 tys. wyznawców. W latach 40. XX wieku prezbiterianie popadli w konflikt z reżimem Kuomintangu. Wzajemna niechęć nasiliła się w latach 70. XX wieku, kiedy kościół zaczął oskarżać władzę o skorumpowanie, wykorzystywanie i dyskryminację aborygenów. Z tego względu kościół prezbiteriański stał się „ambasadorem” praw człowieka, walczącym o niepodległość Tajwanu i uznania go na arenie międzynarodowej. W 1988 roku przynależność do kościoła prezbiteriańskiego deklarowało około 200 000 populacji, w tym 60% Tajwańczyków chińskojęzycznych oraz 40% aborygenów. Jest to najsilniej reprezentowana grupa chrześcijan na Tajwanie. W latach 90. XX wieku Kościół Prezbiteriański na Tajwanie posiadał 421 668 członków i 1500 kościołów. W 2005 roku zarejestrowano 3609 kościołów, 605 tys. praktykujących protestantów, co stanowiło 2,6% populacji.
Kolejną większą grupą protestantów jest Konwencja Baptystów Chińskich, która w latach 90. XX wieku posiadała 21 tys. członków, ok. 495 duchownych oraz 190 kościołów. Kościół Luterański jest trzecią z największych grup protestanckich. W tym samym okresie przynależność deklarowało 6 tys. osób z 53 funkcjonującymi kościołami. Nieco mniejszą popularnością cieszył się Kościół Metodystów Republiki Chińskiej, do którego należało 2500 wiernych. Na ostatnim miejscu plasuje się Kościół Episkopalny z 2000 wyznawców i 20 kościołami.
Do innych chrześcijańskich stowarzyszeń z pokaźną liczbą wyznawców należą: Prawdziwy Kościół Jezusa, Kościół Jezusa Chrystusa Świętych w Dniach Ostatnich (Kościół Mormoński), który pojawił się na Tajwanie w 1956 roku. W 2005 roku populacja mormonów wyniosła około 47 tys. członków z 54 kościołami. W mormońskich kościołach duchowni pracują w pełnym wymiarze godzin. Kościoły są kontrolowane przez lokalnych chińskich liderów. Do kościołów nie należących do Unii Kościołów Republiki Chińskiej zaliczane są: Tajwańska Misja Adwentystów Dnia Siódmego, Świadkowie Jehowy, Kościół Zjednoczeniowy, Kościół Mandaryński oraz Kościół Ling Leung.

#### Katolicyzm

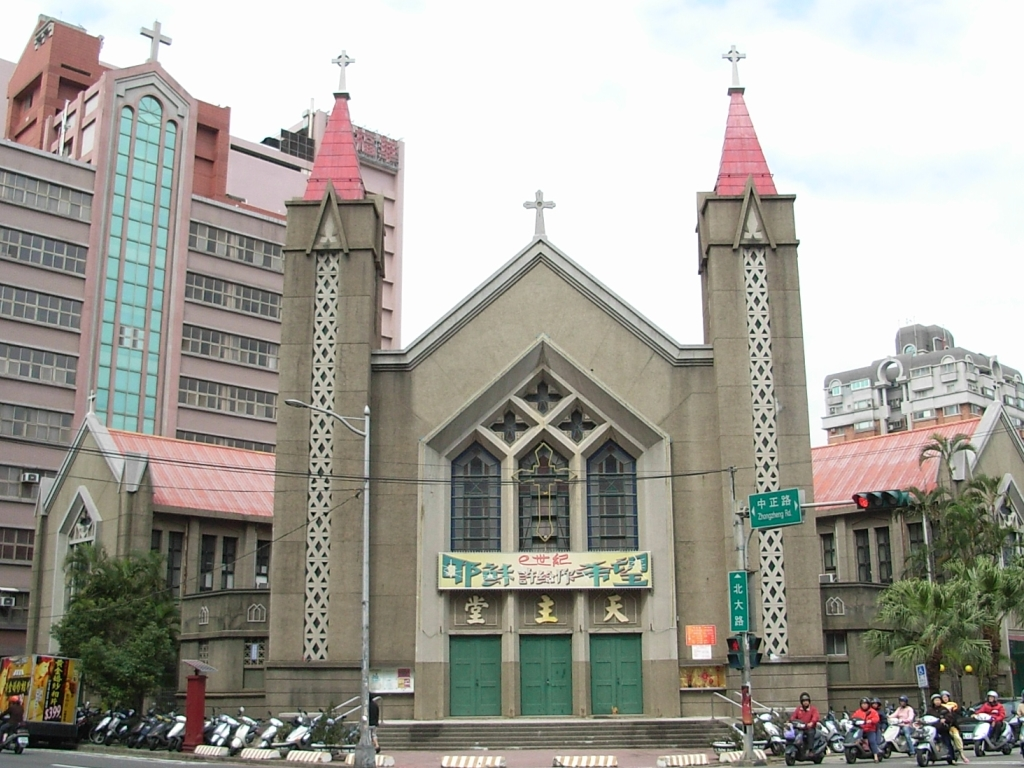
Kościół katolicki w Xinzhu

Pierwsi katoliccy misjonarze dotarli na Tajwan w 1626 roku. Byli to dominikańscy księża, którzy towarzyszyli ojcu Martinezowi. Nawrócili oni około 4 tys. aborygenów na terenie dzisiejszego Keelungu i Danshui. Misjonarze ci opuścili wyspę po likwidacji kolonii hiszpańskiej przez Holendrów w 1642.
W 1714 roku przybyli na Tajwan jezuici. W latach 50. XIX wieku dotarli na Tajwan kolejni misjonarze wracający z misji na Filipinach. W tym okresie w Kaohsiungu powstał najstarszy istniejący do dziś na Tajwanie Kościół rzymskokatolicki. W okresie poprzedzającym zakończenie okupacji japońskiej na Tajwanie było około 8 tys. do 10 tys. katolików, 52 kościoły oraz ok. 20 misjonarzy. W latach 50. XX wieku liczba wyznawców wzrosła z 27 tys. do 300 tys., wliczając w to ogromną liczbę nawróceń. Pod koniec lat 60. XX wieku powstały diecezje katolickie w: Tajpej, Xinzhu, Taizhongu, Jiayi, Tainanie, Kaohsiungu i Hualianie. Od lat 70. XX wieku Kościół katolicki na Tajwanie stara się promować chińską kulturę i odnosi się z szacunkiem do kultu przodków. By podkreślić sympatię między dwoma tradycjami, powstało wiele kościołów w chińskim stylu.

### Bahaizm
Religia Baha’i powstała w 1844 roku. Za założyciela tego kultu uznaje się wielkiego mędrca nazywanego „Bab”. Innymi wielkimi postaciami w tej tradycji byli Bahua’u’llah oraz Abdu’l Baba. W latach 20. XX wieku dzięki Marcie Root, amerykańskiej dziennikarce, Baha’i przybyło do Chin. W 1949 roku pierwszymi tajwańskimi wyznawcami byli studenci przebywający w Stanach Zjednoczonych. W latach 50. XX wieku para irańskich misjonarzy założyła w Tajpej pierwsze centrum religijne Baha’i nazywane Narodowym Zgromadzeniem Duchowym.
Członkowie Baha’i są silnie zaangażowani społecznie, intensywnie działają w mediach i na rynku wydawniczym w sprawie ochrony środowiska. Popierają równość płciową, lojalność wobec władzy i życie zgodne z prawem. intensywnie działają w mediach i na rynku wydawniczym w sprawie ochrony środowiska.
Według doktryny bahaickiej wszyscy ludzie niezależnie od koloru skóry są równi, ponieważ stworzył ich ten sam Bóg. Wierzą, że Budda, Jezus i Mahomet byli jego wysłannikami. W ich rozumieniu różnorodność we wszechświecie jest elementem harmonii.
Członkowie wspólnoty zobowiązują się do regularnej modlitwy i skrupulatnego czytania świętych tekstów od świtu do zachodu słońca w dniach od 2 do 21 marca. Do innych religijnych obowiązków należy praca i wspomaganie finansowe wspólnoty. Wyznawcy spotykają się co 19 dni podejmując wspólne modlitwy i dyskusje. W 2005 roku wspólnota Baha’i liczyła 16 tys. wyznawców (0,1%) oraz zarejestrowano 13 świątyń.

### Islam

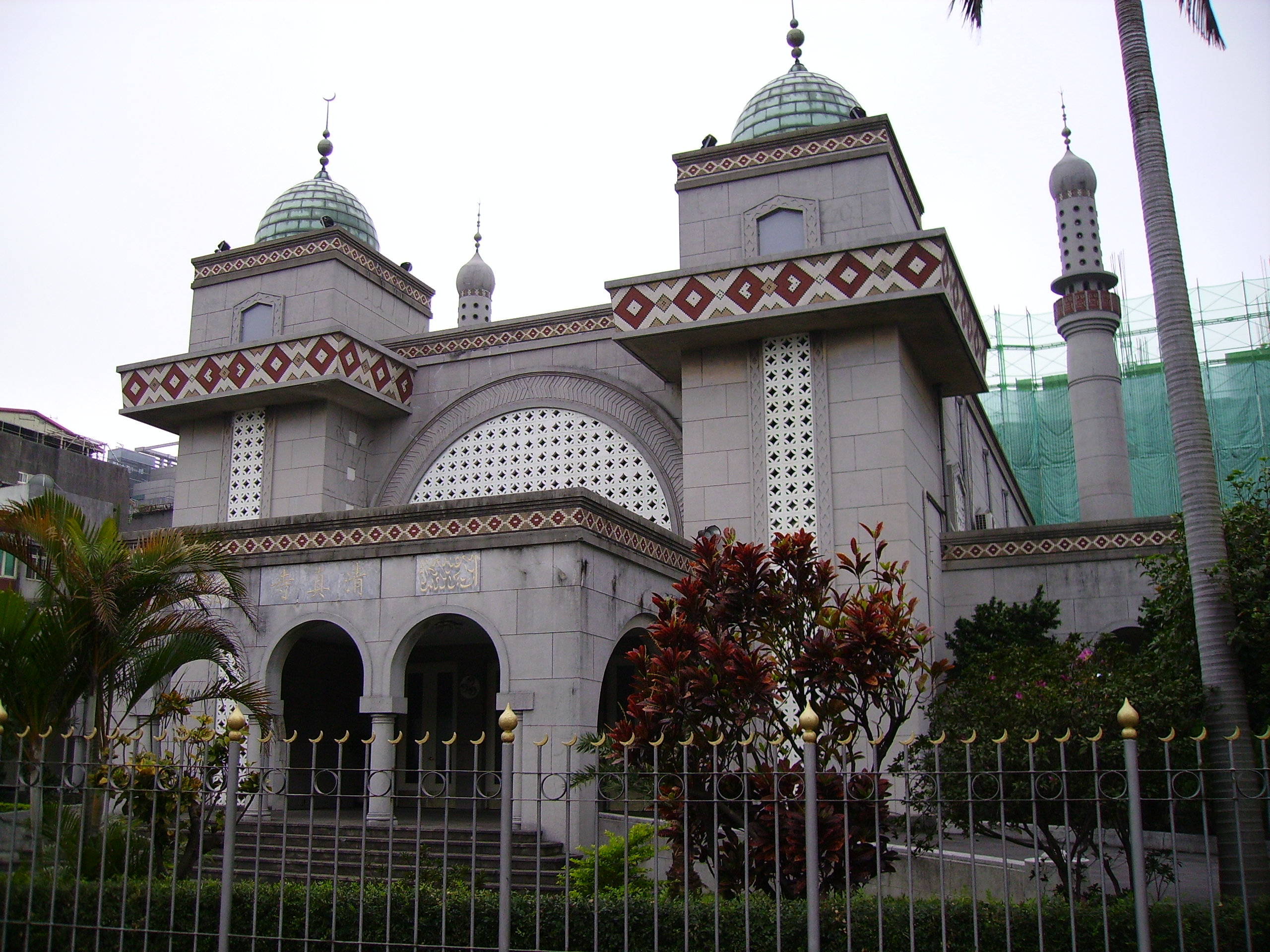
Wielki Meczet w Tajpej

Islam dotarł do Chin w czasach panowania cesarza Tang Taizonga (627- 649 r. n.e). W kolejnych stuleciach wielu Chińczyków Han przeszło na islam. Za czasów dynastii Ming (1368-1644) muzułmanie utracili swoją pozycję i aż do momentu utworzenia Republiki Chińskiej w 1912 roku byli prześladowani.
Religia Mahometa dotarła na Tajwan w XVII wieku wraz z grupą towarzyszącą Zheng Chenggongowi. Pozostałości po tej grupie widoczne są do dziś w Lugangu i Danshui. W 1949 roku wraz z rządem Republiki Chińskiej przybyło na Tajwan około 20 tys. muzułmanów (głównie żołnierzy i pracowników służby cywilnej).
W tym czasie Chińskie Stowarzyszenie Muzułmańskie oraz Młodzieżowa Chińska Liga Muzułmańska zaczęły ponownie zasiedlać tereny i budować meczety. Od lat 60. XX wieku muzułmanie zaczęli podejmować stałe zawody, co przyczyniło się do znacznego otwarcia na kontakty z innymi Tajwańczykami.
W ciągu ostatnich kilku dekad na Tajwanie powstało wiele nowych meczetów finansowanych głównie z darowizn pochodzących z Bliskiego Wschodu. Dwa powstały w Tajpej i trzy w Kaohsiungu, Longgangu. Do najbardziej znanych meczetów należą m.in.: Meczet Kultury w Tajpej wybudowany w latach 40. XX wieku, Wielki Meczet w Tajpej wybudowany w latach 50. XX wieku, Meczet Longgang wybudowany w 1964 roku w Taoyuan.
W 2004 roku liczebność tajwańskich muzułmanów wyniosła 0,7%. Z kolei dane statystyczne Ministerstwa Spraw Wewnętrznych Republiki Chińskiej podają, iż w 2005 roku było 58 tys. wyznawców islamu, dodatkowo 88,5 tys. muzułmanów przybyłych z Indonezji, co w sumie stanowi 0,3% w stosunku do całości populacji. W tym samym roku zarejestrowano 6 meczetów na Tajwanie.

### Kulty synkretyczne inowe ruchy religijne

#### Wywodzące się z Chin

##### Yiguandao(I kuan Tao)
Yiguandao to dość nowa religia charakteryzująca się synkretyzmem chińskich tradycji filozoficznych oraz wielkich tradycji taoizmu, buddyzmu, chrześcijaństwa, islamu, judaizmu czy hinduizmu. Yiguandao  znaczy „Pierwsza i stała droga”. Powstała w XIX wieku w Chinach, skąd dotarła na Tajwan w 1946 roku. Wyznawcy Yiguandao  wierzą, iż przestrzeganie uniwersalnych prawd zapewni harmonię i dobro na świecie. Czczą boga nazywanego Ming Min Shangdi (Bóg Jasności) oraz Boginię Matkę nazywaną Wu Sheng Lao Mu. Popularność Yiguandao  w Chinach i na Tajwanie wynika prawdopodobnie z zaadaptowania chińskich myśli filozoficznych i etycznych. Dlatego większość wyznawców bez trudu przyswaja podstawy doktryny. Religia ta posiada wiele wspólnego z konfucjanizmem, podkreślając znaczenie relacji rodzinnych. W związku z silną ideą kierowania się empatią i współczuciem, wielu wyznawców zaangażowanych jest w działalność dobroczynną i prace społeczne. Wyznawcy Yiguandao  przestrzegają restrykcyjnej diety wegetariańskiej oraz nie piją alkoholu. Na co dzień pielęgnują najważniejsze konfucjańskie wartości życzliwość, prawość, uprzejmość, mądrość oraz kultywują swą wiarę. Wierni modlą się zarówno w świątyniach, jak i prywatnych domach. W przeszłości wspólnota spotykała się nocą w sekrecie. Z tej przyczyny do 1987 roku Yiguandao  było uważane przez rząd Kuomintangu za tajne stowarzyszenie, które może zagrozić stabilności władzy. W ostatnich latach liczba wyznawców bardzo wzrosła. W 2012 roku 3,5% ludności Tajwanu określiło siebie jako członków Yiguandao.

##### Lijiao
Lijiao zostało założone przez Yang Laiju w XVII wieku. Lijiao, zwany „doktryną porządku”, obejmuje tradycyjne idee moralności i etyki, konfucjańskiej lojalności i miłości synowskiej. Wiąże się również z buddyjskimi ideałami przebaczenia, zbawienia świata i spontaniczności w taoistycznym „nie działaniu” (wu wei). Najważniejszym bóstwem jest Guanyin. Synteza tych różnych tradycji otwarta jest na bóstwa z innych religii, ponieważ Bóg może objawiać się pod wieloma postaciami np. Buddy, Mahometa czy Jezusa. Członkowie wspólnoty mogą jeść mięso, z wyjątkiem dni postnych przypadających na obchody urodzin Guanyin, które odbywają się 19 dnia drugiego miesiąca kalendarza księżycowego.
W okresie poprzedzającym przejęcie władzy przez komunistów w Chinach ponad 14 milionów zwolenników lijiao przyjęło chrzest. Od lat 50. XX wieku na Tajwanie zaczęły powstawać najważniejsze jednostki wspólnoty: Stowarzyszenie Lijiao, w 1960 roku Generalna Rada Lijiao oraz kilka świątyń, w tym najważniejsza w zachodnim Tajpej w Ximending. Według danych Departamentu Spraw Zagranicznych i Ministerstwa Spraw Wewnętrznych Republiki Chińskiej w 2005 roku zarejestrowano 186 tys. wyznawców lijiao, co stanowiło 0,8% z wierzącej ludności Tajwanu, oraz 138 świątyń.

##### Tiandejiao(Tien te Chiao)
Tiandejiao powstało w 1923 roku w Chinach. Religia ta, jest połączeniem najważniejszych tradycji religijnych: konfucjanizmu, taoizmu, buddyzmu, chrześcijaństwa i islamu. Wierzenia zawarte w tej tradycji opierają się na koncepcji wszechświata, który z biegiem czasu pogrąży się w chaosie. Zgodnie z doktryną Tiandejiao znany również jako „Pan wszechświata” zstąpił z niebios, by zapobiec zagładzie. Za założyciela tej tradycji uznaje się Ming Xiaozhanga żyjącego w południowo-zachodnich Chinach. W 1923 roku skompilował wszystkie reguły dobrego życia obejmujące takie wartości jak: wierność, cierpliwość, szczerość, otwartość, cnotliwość, uczciwość, prawość, wytrwałość, miłość bliźniego, miłość synowska, życzliwość, pobożność, świadomość, oszczędność, prawdomówność, uprzejmość i harmonia. Po przyswojeniu tych zasad nowicjusz może rozpocząć medytację pod nadzorem mistrza. Członkowie wspólnoty praktykują również zdrowy tryb życia i korzystają z akupunktury.
W latach 50. XX wieku kolejny z uczniów Minga, Wang Dijing zaczął szerzyć nauki w Kaohsiungu na Tajwanie. W 1974 roku powstały główne siedziby Tiandejiao. W 1989 roku Tiandejiao zostało oficjalnie zatwierdzone jako organizacja religijna. We współczesnych świątyniach znajdują się ołtarze poświęcone Guanyin po prawej stronie, po lewej wizerunki Wanga Dijinga.
W 2005 roku liczba wyznawców sięgała 200 tys. (0,9%) oraz zarejestrowano 14 świątyń organizacji Tiandejiao.

#### Powstałe na Tajwanie

##### Tiandijiao
Tiandijiao (Religia Niebiańskiego Cesarza) – wyewoluowała z chińskiej Tiandejiao; założona przez Li Yujie w 1985 r., na polecenie Niebiańskiego Cesarza  podczas objawienia.  Nawiązująca do starożytnego kultu Shangdi, jako praktyki zaleca głównie medytację, recytację Mantry 20 słów, oraz leczenie energią qi. Obowiązuje także przestrzeganie przykazań, nakazujących między innymi współczucie i pomoc innym. Od 1994 pod przewodnictwem syna założyciela, ma swoich wyznawców również w Stanach i Japonii; opowiada się za rozbrojeniem nuklearnym i połączeniem Tajwanu z kontynentalnymi Chinami. W 2005 posiadała 298 tys. zdeklarowanych wyznawców.

##### Zhengfo Zongjiao
Zhengfo Zongjiao – czyli Szkołę Prawdziwego Buddy założył w 1971 r. chrześcijanin Yang Shenglu, który po doznaniu objawienia, uwierzył, że został zesłany na ziemię, jako wysłannik Śakjamuniego – Żywy Budda Liangsheng.

##### Haizi Dao
Haizi Dao (Droga Dzieci) –  w 1984 r. założona przez Li Jixionga, twierdzącego jakoby był kolejnym wcieleniem  Laozi. Według  filozofii, którą odrodził się aby ogłosić, świat nasz zmierza ku zagładzie, a ocalić go mogą jedynie dzieci, nazywane Mistrzem Słońce oraz Mistrzem Księżyc. Wyznawcy czczą tradycyjne bóstwa oraz założyciela, o którym twierdzi się, że potrafi leczyć na odległość.

##### Xuanyuanjiao
Xuanyuanjiao czyli religia Żółtego Cesarza – założona w 1957 r. przez Wang Hanshenga, który winiąc za klęskę Kuomintangu na kontynencie upadek ducha narodowego – postanowił odbudowywać go i  doskonalić w ramach czczenia legendarnego cesarza. Opiera się głównie na założeniach taoizmu, kofucjanizmu i moizmu. Głównym świętem jest dzień urodzin Huangdi.

#### Powstałe w Japonii

##### Shintō

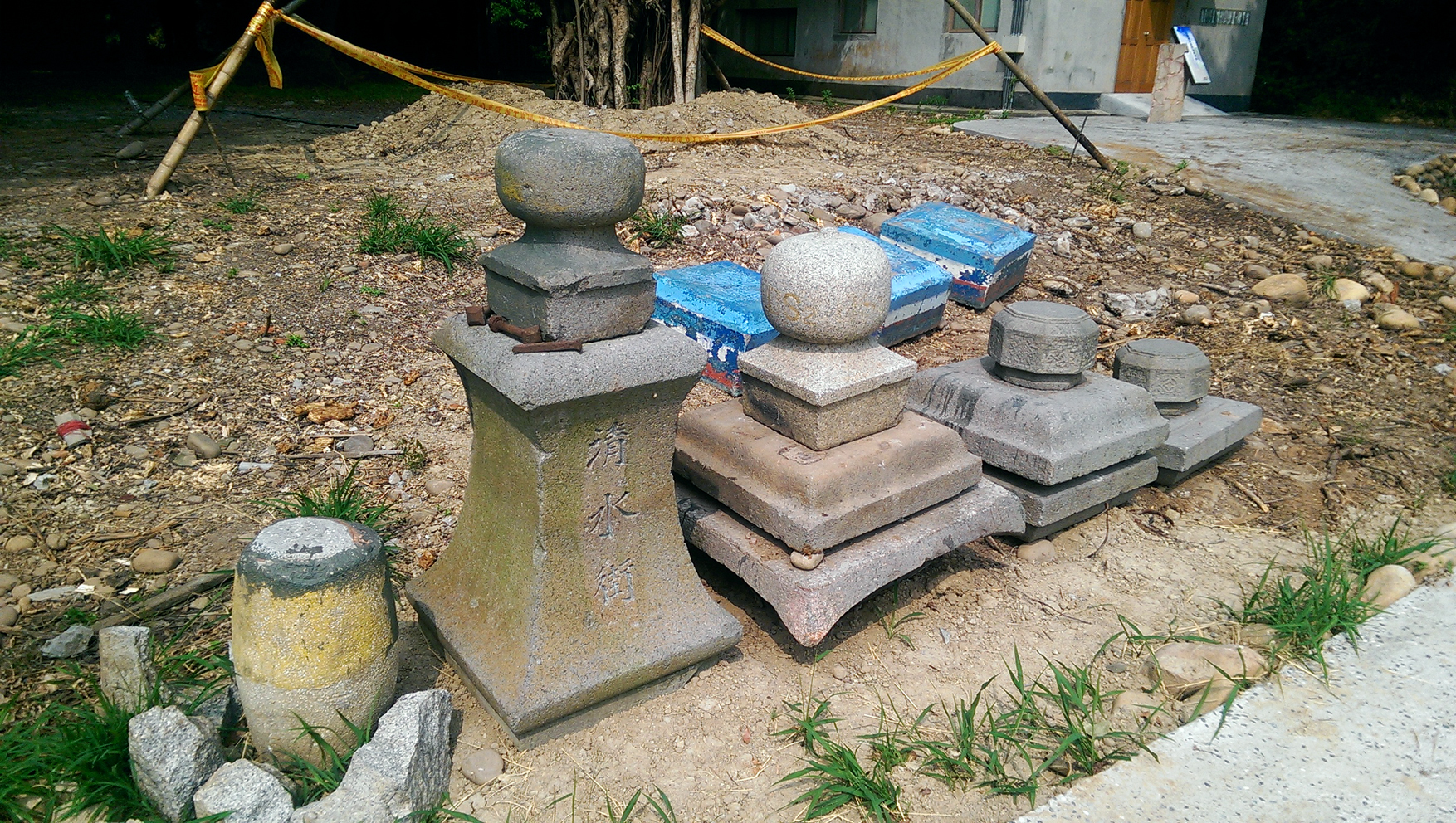
Pozostałości zniszczonej świątyni shintoistycznej

W czasach kolonizacji japońskiej (1895-1945), japońska religia shintō, w wersji shintō państwowego, koncentrującego się na kulcie cesarza, była propagowana w ramach ruchu japonizacji (jap. kōminka undō). Po II wojnie światowej praktycznie wszystkie chramy zostały zlikwidowane i shintō nie odgrywa współcześnie żadnej roli w życiu religijnym Tajwanu.

##### Tenrikyō
Tenrikyō zostało założone przez Miki Nakayamę w 1838 roku w Japonii. Nakayama doświadczyła objawień Boga Rodzica, który pouczył ją o konieczności przestrzegania przez ludzi woli bożej, jedynie wtedy ich życie będzie szczęśliwe. Główną siedzibą wspólnoty jest kościół w Narze. Tenrikyō zostało wprowadzone na Tajwan w czasie okupacji japońskiej. Religia ta, zaczęła zdobywać coraz większą popularność, a w 1973 roku została formalnie zatwierdzona przez Ministerstwo Spraw Wewnętrznych.
Urodziny założycielki obchodzone są 18 kwietnia, a rocznica jej śmierci przypada 26 stycznia. Podczas specjalnych uroczystości odbywających się co miesiąc, wierni tańczą i śpiewają według choreografii autorstwa założycielki. Siedzibą organizacji jest Yuanshan na terenie Tajpej. Budynek przypomina pałac. Do innych ważnych miejsc kultu należą świątynie w Jiayi i Zhanghua, oraz 61 innych miejsc w całym kraju.
W 2005 roku zarejestrowano około 35 tys. wyznawców, co stanowi 0,2% populacji, z 153 zarejestrowanymi kościołami.

##### Mahikarikyō
Mahikarikyō – założona w 1959 przez byłego japońskiego oficera Yoshikazu Okadę, po doznaniu objawienia od boga Su (mającego być najwyższym bogiem – wcieleniem Amaterasu, Jahwe, Allaha,  Awalokiteśwary, i wielu innych). Przez następne lata religia była znana pod kilkoma nazwami, a przywództwo obejmowali kolejni liderzy – prorocy. Na Tajwanie nurt ten został zarejestrowany dopiero w 1996, po kilkunastu latach od kiedy się tam pierwszy raz pojawił; w 1998 miał ponad 3750 wyznawców i siedem świątyń. Główny przekaz Su poprzez jego proroków, to że brak harmonii w świecie duchowym prowadzi do chorób, nieszczęścia, a nawet złej sytuacji finansowej, z czego można się wyleczyć wyłącznie poprzez odpowiednie praktykowanie nauk religijnych.

## Liczba wyznawców
Dane statystyczne opublikowane przez Ministerstwo Spraw Wewnętrznych Republiki Chińskiej z 2005 roku obejmują następujące organizacje religijne:
| Religia                                                    | Liczba wyznawców                           | % populacji | Świątynie i kościoły |
| Buddyzm (wraz z buddyzmem tantrycznym)                     | 8086 tys.                                  | 35,1%       | 4006                 |
| Taoizm                                                     | 7600 tys.                                  | 33,0%       | 18 274               |
| Yiguandao (I kuan Tao)                                     | 810 tys.                                   | 3,5%        | 3260                 |
| Protestantyzm                                              | 605 tys.                                   | 2,6%        | 3609                 |
| Katolicyzm                                                 | 298 tys.                                   | 1,3%        | 1151                 |
| Kościół Pana Wszechświata                                  | 298 tys.                                   | 1,3%        | 50                   |
| Maitreja Wielkie Tao                                       | 250 tys.                                   | 1,1%        | 2200                 |
| Tiandejiao                                                 | 200 tys.                                   | 0,9%        | 14                   |
| Lijiao                                                     | 186 tys.                                   | 0,8%        | 138                  |
| Xuanyuanjiao                                               | 152 tys.                                   | 0,7%        | 22                   |
| Islam                                                      | 58 tys. + 88,5 tys. muzułmanów z Indonezji | 0,3%        | 6                    |
| Kościół Jezusa Chrystusa Dni Ostatnich (kościół mormoński) | 47 tys.                                    | 0,2%        | 54                   |
| Tenrikyō                                                   | 35 tys.                                    | 0,2%        | 153                  |
| Uniwersalna Wiara Mealler                                  | 35 tys.                                    | 0,2%        | 12                   |
| Haizidao                                                   | 30 tys.                                    | 0,1%        | 55                   |
| Kościół Scjentologiczny                                    | 20 tys.                                    | < 0,1%      | 7                    |
| Bahaizm                                                    | 16 tys.                                    | < 0,1%      | 13                   |
| Świadkowie Jehowy                                          | 6223                                       | < 0,1%      | 85                   |
| Chińskie Źródło Moralności i Dziedzictwa                   | 5 tys.                                     | < 0,1%      | 5                    |
| Zhonghua Shengjiao                                         | 3,2 tys.                                   | < 0,1%      | 7                    |
| Mahikari                                                   | 1 tys.                                     | < 0,1%      | 9                    |
| Wspólnota Czerwonej Swastyki                               | 1 tys.                                     | < 0,1%      | 6                    |
| Huang Zhong                                                | 1 tys.                                     | < 0,1%      | 1                    |
| Dayijiao                                                   | 1 tys.                                     | < 0,1%      | 1                    |
| Całość populacji religijnej                                | 18 724 823                                 | 81.3%       | 33 223               |
| Całość populacji                                           | 23 036 087                                 | 100%        |                      |